# 堺市立西百舌鳥小学校
堺市立西百舌鳥小学校（さかいしりつ にしもずしょうがっこう）は、大阪府堺市北区にある公立小学校。
1977年に隣接する堺市立百舌鳥小学校から分割され、堺市で68番目の市立小学校として設立された。創立記念日は、68番目の小学校というところにかけて、6月8日としている。
設立当初は敷地内にプール施設がなく、堺市立百舌鳥小学校のプールを使って授業を行うために、授業前に徒歩で移動していた。

## 沿革
- 1976年7月4日 - 建設工事が着工される。
- 1977年4月1日 - 堺市立西百舌鳥小学校として、現在地に開校。
- 1977年10月8日 - 開校式を実施。
- 1978年5月 - 大阪府立堺聾学校（現・大阪府立堺聴覚支援学校）との交流活動を開始。
- 1979年11月27日 - 校歌制定。
- 1983年11月7日 - 第20回全国花いっぱいコンクール優良賞を受賞。
- 1985年6月1日 - 文部省から、帰国子女教育研究協力校に指定される。

## 通学区域
- 堺市北区 東上野芝町2丁、百舌鳥西之町1丁75-150番地、百舌鳥本町1丁、百舌鳥本町2丁1-523および529 - 535番地、百舌鳥本町3丁、百舌鳥陵南町1丁・2丁。

卒業生は基本的に堺市立陵南中学校に進学する。

## 交通
- 西日本旅客鉄道（JR西日本）阪和線 百舌鳥駅 南へ約1km。
- 西日本旅客鉄道（JR西日本）阪和線 上野芝駅 東へ約1.3km。
- 南海高野線・南海泉北線・Osaka Metro御堂筋線 中百舌鳥駅 西へ約1.8km。